# Guerrino Amelli
Ambrogio (Guerrino) Amelli (Milano, 18 marzo 1848 – Montecassino, 25 agosto 1933) è stato un presbitero e letterato italiano.
Don Guerrino, sacerdote e scrittore all'Ambrosiana, fu dal 1885 monaco benedettino a Montecassino, prendendo il nome di Ambrogio Maria. Abate della Badia Fiorentina (1908) fu vicepresidente della Commissione per la Vulgata. Con don Jacopo Tomadini fondò a Milano la rivista Musica sacra (1877) e nel 1880 contribuì in modo determinante alla nascita della "Generale Associazione Italiana di Santa Cecilia", sul tipo del Cäcilien tedesco.